# Ecografie

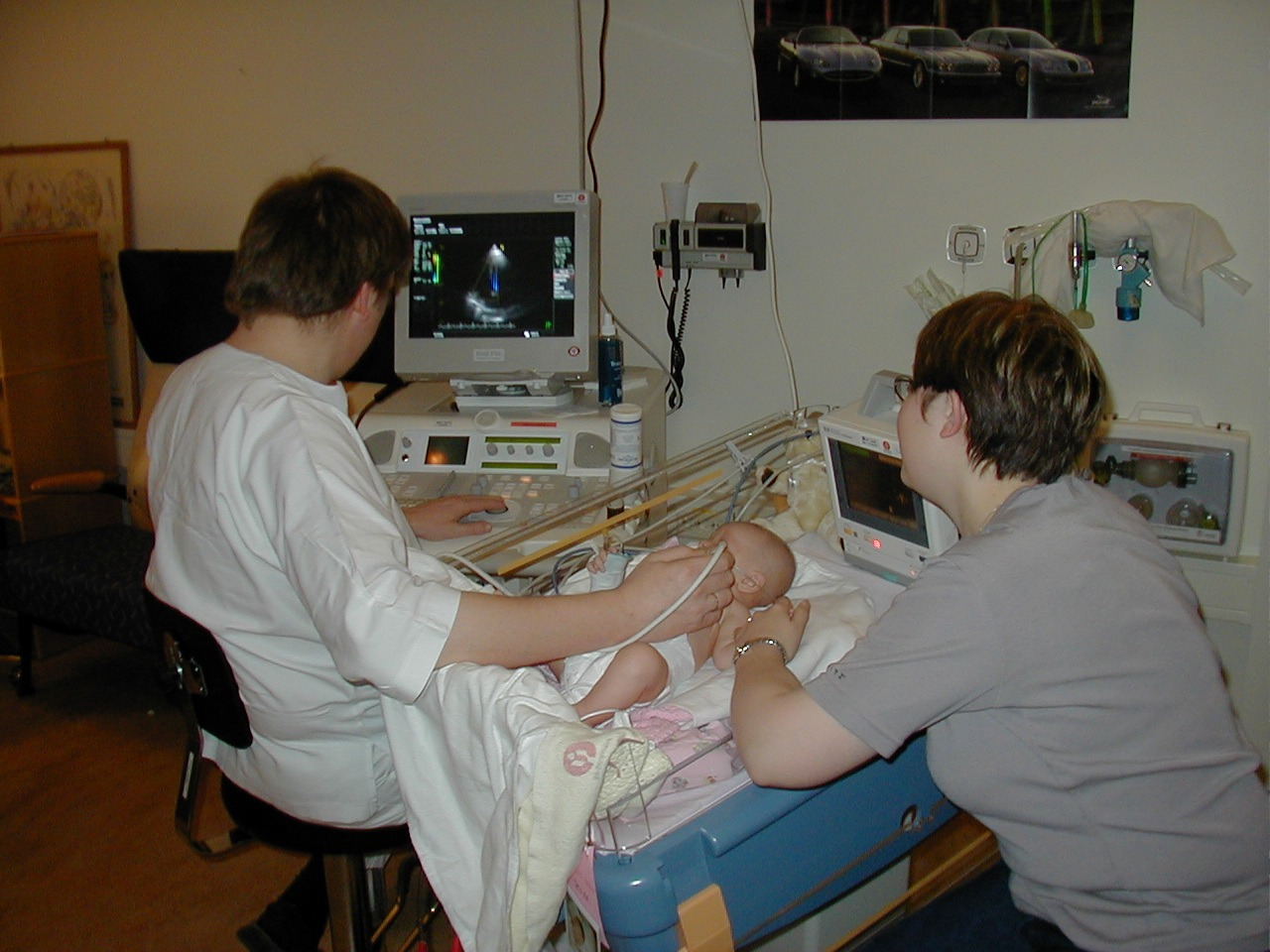
Ecografie în desfășurare

Ecografia (denumită și sonografie sau ultrasonografie
) este o metodă de obținere a imaginilor medicale.
Ecografia este un rezultat al dezvoltării tehnologiei sonarelor în timpul celui de-Al Doilea Război Mondial. Un dispozitiv portabil pus în contact cu pielea pacientului produce unde ultrasonore de frecvență înaltă și receptează ecourile trimise de către organele interne. Un avantaj al ecografiei constă în alternativa oferită prin eliminarea expunerii la radiațiile X, necesară în alte examene imagistice (CT, radiografie) pentru redarea imaginilor structurilor anatomice. Mai mult, echipamentul este portabil și accesibil. Un dezavantaj constă în faptul că acuratețea diagnosticului obținut prin intermediul examenului ecografic depinde foarte mult de experiența medicului practicant (competențe legate de utilizarea aparatului, precum și explorarea și interpretarea imaginilor în funcție de contextul clinic). Ecografia se recomandă, în mod special, în vizualizarea țesuturilor moi, în timp ce radiografia este mai potrivită în a evidenția structurile cu densitate crescută (ex.: oase).
Deși a fost utilizată pentru prima dată în anii '50 ai secolului XX această metodă de obținere a imaginilor clinice s-a folosit mai ales după dezvoltarea calculatoarelor. Ecografia nu se utilizează la examinarea oaselor și plămânilor, dar se folosește foarte mult în obstetrică, unde imaginile pot fi utilizate pentru localizarea placentei și stabilirea vârstei, poziției și dezvoltării fătului. De asemenea, imaginile ecografice se folosesc și în alte domenii medicale, contribuind la stabilirea unui diagnostic rapid.
Un aparat ecografic obișnuit are următoarele componente:
Un display – Aceasta este partea cea mai recunoscută a oricărui ecograf. Pe măsură ce operatorul (medicul sau fizicianul medical) manipulează traductorul (vom vorbi despre asta în continuare), acesta trimite și primește date procesate de CPU și de software-ul acestuia. Aceste date sunt traduse în informații vizuale afișate pe display. Claritatea imaginilor depinde de vârsta și de rezoluția display-ului.
Un traductor – Traductorul (sonda) reprezintă ochii și urechile ecografului. Acesta trimite unde sonore către părțile corporale studiate și primește vibrațiile reflectate. Pe măsură ce vibrațiile se deplasează în interiorul pacientului, acestea se întorc la intervale diferite, în funcție de ceea ce declanșează. Traductorul colectează aceste informații și le trimite procesorului (CPU).
O unitate centrală de procesare (CPU) – CPU este un calculator care utilizează un software specializat care interpretează undele sonore ce sunt returnate traductorului. Acesta traduce datele primite într-o imagine sau într-o serie de imagini, permițând medicilor și fizicienilor să vizualizeze partea sau părțile corpului afectate.
O tastatură – Deoarece ecograful are în componență un calculator, are, de asemenea, o tastatură, care este foarte asemănătoare cu cea a unui computer obișnuit. Tastatura permite operatorului să introducă informații despre pacient sau constatări specifice în timpul procedurii.
Un Hard Drive Storage – La fel ca orice alt computer obișnuit, aparatul ecografic poate stoca informațiile pentru o recuperare ușoară. Informațiile pot fi stocate pe unitatea hard disc internă sau pe un CD sau pe un DVD. Informațiile pot fi, de asemenea, stocate digital și încărcate pe internet, astfel încât să poată fi accesate de oriunde există o conexiune la internet.
O imprimantă – În timpul efectuării unei ecografii, operatorul poate imprima imaginile obținute pentru studii ulterioare sau pentru a le oferi pacientului. Aceasta este o practică obișnuită pentru viitorii părinți care tocmai și-au văzut copilașul în timpul ecografiei.
În funcție de modelul ecografului, pot exista părți sau opțiuni suplimentare. Unele ecografe, cum ar fi cele endo-vaginale și endo-rectale, oferă imagini cu o rezoluție mai bună decât ecograful abdominal obișnuit. Deoarece pot produce o scanare foarte aproape de zona studiată, oferă rezultate mai precise.

## Legătură externă
- Ultrasonografie